# Fosfinaat

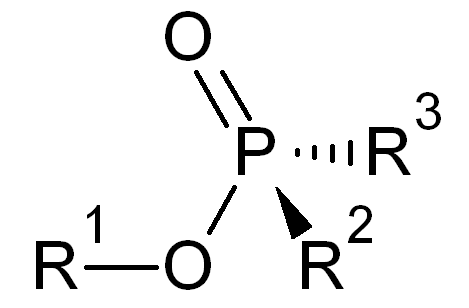
Structuurformule van een fosfinaat.

Een fosfinaat is in de organische chemie een functionele groep of stofklasse, die sterk verwant is met een fosfonzuur. De molecuulformule is OP(OR)R2, waarbij R een willekeurige alkylgroep voorstelt. Het verschil met een fosfonzuur is dat een derde alkylgroep hier de plaats inneemt van een hydroxylgroep.